# Mina de Peña del Hierro

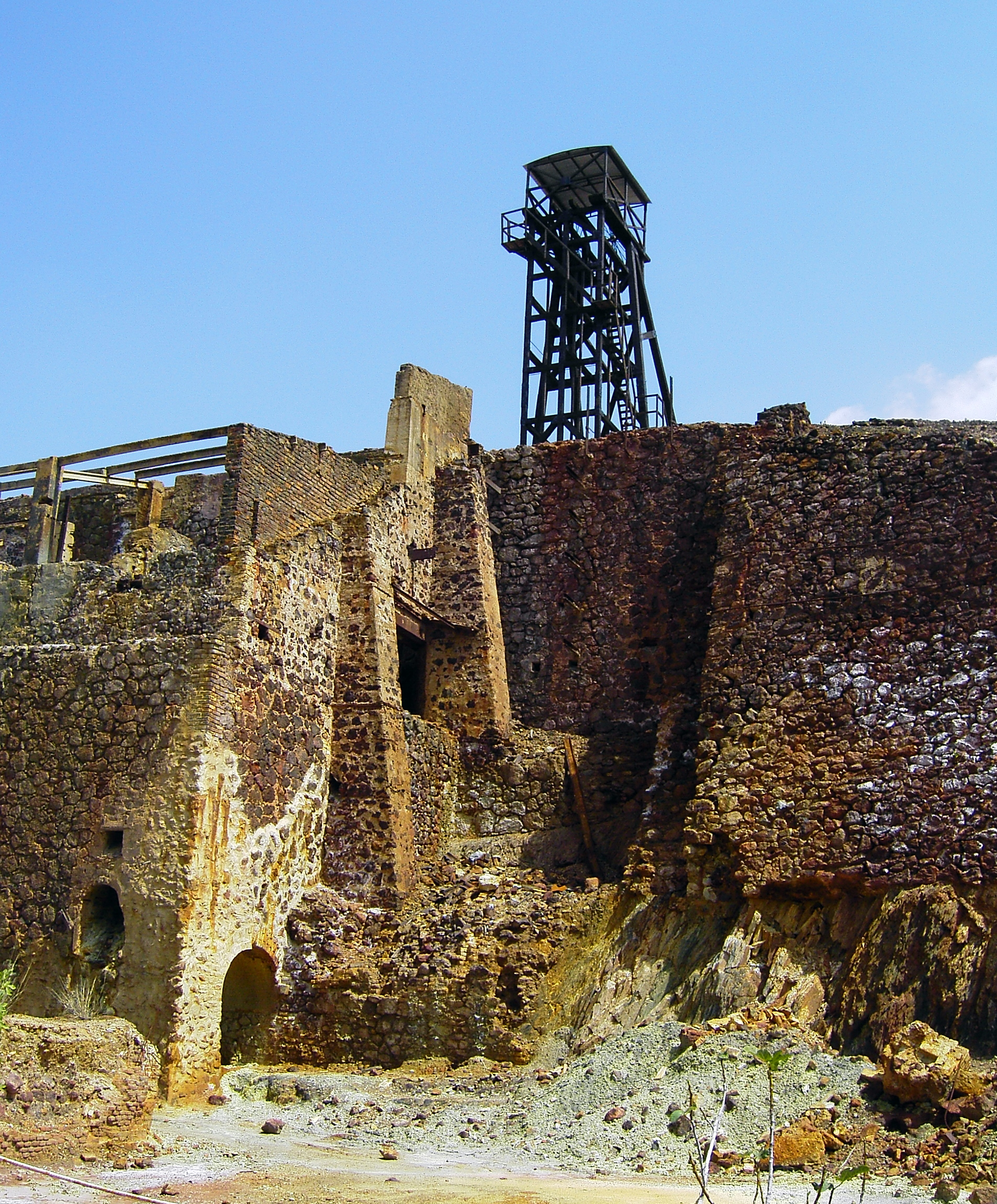
Malacate y planta trituradora de Peña del Hierro, en 2007.

La mina de Peña del Hierro es un yacimiento minero español situado en el municipio de Nerva, provincia de Huelva, dentro de la cuenca minera de Riotinto-Nerva. Forma a su vez parte de la concentración de sulfuros masivos conocida como Faja pirítica ibérica. Su nombre se debe al gran crestón ferruginoso que corona la mina a cielo abierto. La explotación del yacimiento vivió su apogeo entre los siglos XIX y XX, aunque siempre se mantuvo a la sombra de los yacimientos de Riotinto. Tras quedar inactiva, en la actualidad las antiguas instalaciones mineras de Peña del Hierro constituyen un importante patrimonio histórico. 

## Historia

### Antecedentes
Hay constancia de que los yacimientos de la zona de Peña del Hierro ya fueron explotados durante el período romano, si bien en esa época las principales labores mineras de la zona fueron las localizadas dentro del término del actual municipio de Riotinto. La primera explotación sistemática del yacimiento de Peña del Hierro se produjo en el siglo XIX por parte de Agapito Artaloitia, concretamente en 1853. Un año después la propiedad de la mina pasó a manos de la compañía minera «Nuestra Señora de los Reyes», de capital español, que realizó diversas labores de extracción subterránea. Los trabajos continuaron hasta 1866, fecha en que estos fueron suspendidos. Durante esta etapa se extrajeron del subsuelo de Peña del Hierro un total de 198.383 toneladas de mineral.

### Etapa de esplendor

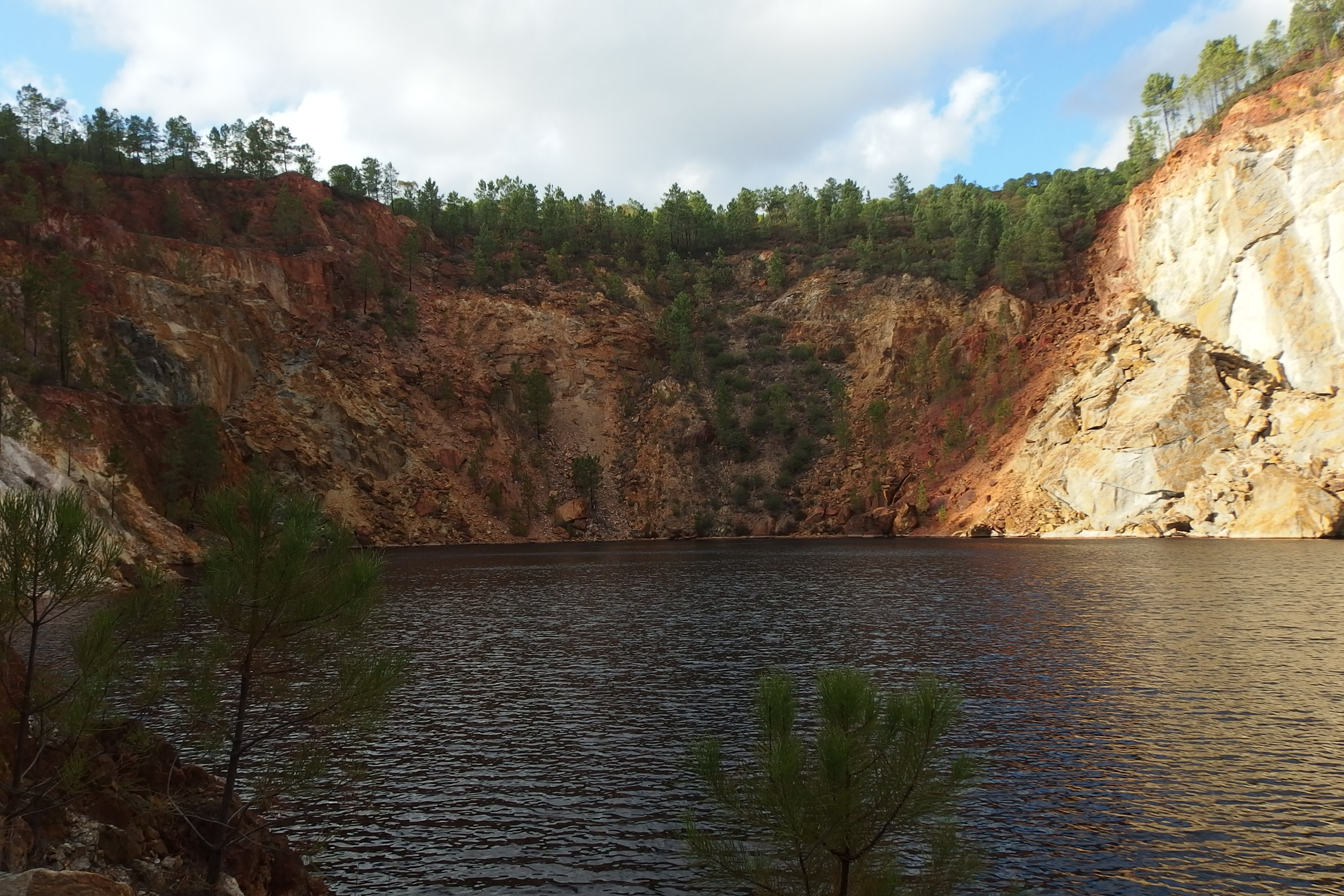
Vista de la Corta Peña del Hierro, ahora inundada, en 2015.

Peña del Hierro sería adquirida posteriormente por una empresa de capital extranjero, The Peninsular Copper Company, que desarrolló la sus actividades en la zona entre 1883 y 1900. En el mismo año 1883 se inició la explotación a cielo abierto del yacimiento a través del sistema de «cortas». Bajo gestión de esta compañía se llegaron a extraer 286.811 toneladas de minerales. La «Peninsular Copper Company» cesó sus operaciones en 1900 debido a que se disolvió la empresa.
En 1901 se constituyó The Peña Copper Mines Company Limited, empresa de capital británico que se hizo con la propiedad de la mina de Peña del Hierro, cuyas instalaciones se encontraban inactivas en aquel momento. Bajo la «Peña Copper Mines» la explotación de los yacimientos alcanzaría su auge, llegando a extraerse 3.992.780 toneladas de minerales entre 1901 y 1955. Desde 1883 se había venido utilizando un ramal que conectaba la mina con el ferrocarril de Riotinto para dar salida al producto extraído hasta el puerto de Huelva. Sin embargo, la nueva empresa propietaria de Peña del Hierro optó por disponer de su propia línea férrea —inaugurada en 1914— para transportar los minerales hasta el río Guadalquivir, en la provincia de Sevilla. En torno a las instalaciones de Peña del Hierro se fue articulando un poblado minero que para esa época contaba con una población considerable —825 habitantes en 1910— y con una red de servicios básicos.

### Declive y reconversión
En 1954 la mina de Peña del Hierro pasó a manos de capitalistas españoles tras ser adquirida por la Compañía Nacional de Piritas (CONASA), que la explotó entre 1955 y 1960. Durante ese período se llegaron a obtener 270.583 toneladas. En 1960 se abandonaron las labores de extracción debido a que el bajo precio de la pirita en el mercado hizo poco rentable su explotación. No obstante, la planta de trituración mineral se mantuvo en servicio hasta 1966, al tiempo que se realizaban labores esporádicas de mantenimiento y bombeo de agua en las explotaciones subterráneas por parte de un pequeño equipo de operarios. Entre 1966 y 1972 se procedió a bombear las aguas ácidas de Peña del Hierro hasta las balsas de cementación de Filón Norte, situadas dentro de las minas de Riotinto. En 1972 la empresa Río Tinto Patiño (RTP) adquirió los yacimientos de Peña del Hierro. Ese mismo año las explotaciones mineras fueron clausuradas oficialmente, quedando abandonadas. 
Desde 1987 la antigua mina pasó a formar parte de los activos de la Fundación Río Tinto, que ha llevado a cabo una puesta en valor turística de la zona. A comienzos de la década de 2000 la fundación realizó una rehabilitación de las antiguas instalaciones de cara a su adaptación para rutas turísticas. En la actualidad el complejo de Peña del Hierro forma parte del Parque Minero de Riotinto.

## Patrimonio minero-industrial

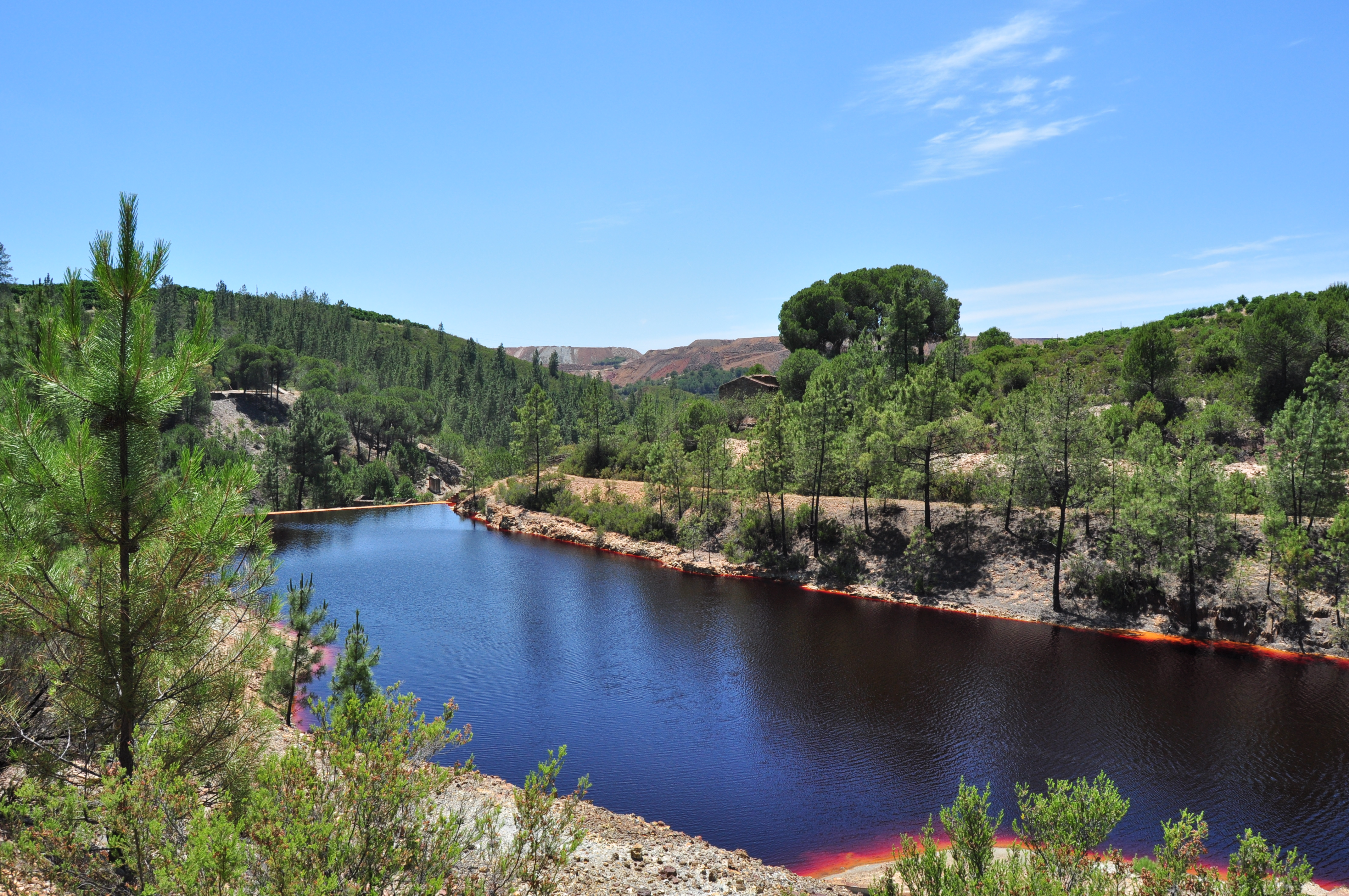
Dique de Cementación que contenía el agua ácida para los canaleos.

El complejo de Peña del Hierro llegó a contar con una serie de instalaciones industriales e infraestructuras relacionadas con la actividad minera. En torno al Pozo Maestro se levantaron una planta trituradora, una tolva y unos depósitos de mineral. Una red de vías férreas se extendía por la zona para facilitar la circulación de las vagonetas, estando conectadas las vías con el complejo ferroviario. Para las labores hidrometalúrgicas se construyeron unos canaelos y una red para el abastecimiento de agua que incluía una presa minera, varios diques y dos embalses (Tumbanales I y Tumbanales II). También se edificaron algunas edificaciones singulares como la Casa de Dirección, dedicada a fines administrativos; la Casa de Huéspedes, destinada para servir alojamiento a los directivos e ingenieros que estuvieran de visita; o el grupo de viviendas San Carlos, una pequeña zona residencial en la cual se alojaban los miembros del «staff» británico.
Así mismo, se llegó a construir una central eléctrica con el fin de dotar de dotar de una fuente de energía a las instalaciones mineras.